# Pueblo West (Colorado)
Pueblo West es un lugar designado por el censo ubicado en el condado de Pueblo en el estado estadounidense de Colorado. En el Censo de 2010 tenía una población de 29.637 habitantes y una densidad poblacional de 162,32 personas por km².

## Geografía
Pueblo West se encuentra ubicado en las coordenadas 38°21′1″N 104°43′40″O / 38.35028, -104.72778. Según la Oficina del Censo de los Estados Unidos, Pueblo West tiene una superficie total de 182.58 km², de la cual 182.4 km² corresponden a tierra firme y (0.1%) 0.18 km² es agua.

## Demografía
Según el censo de 2010, había 29.637 personas residiendo en Pueblo West. La densidad de población era de 162,32 hab./km². De los 29.637 habitantes, Pueblo West estaba compuesto por el 87.26% blancos, el 1.31% eran afroamericanos, el 1.23% eran amerindios, el 0.96% eran asiáticos, el 0.11% eran isleños del Pacífico, el 6.04% eran de otras razas y el 3.1% pertenecían a dos o más razas. Del total de la población el 22.9% eran hispanos o latinos de cualquier raza.

## Historia
Antes de su desarrollo moderno, el área de Pueblo West fue habitada por los indígenas ute y posteriormente por colonos que fundaron el pueblo de Swallows, conocido por su agricultura y su ubicación en la ruta ferroviaria hacia los campos de oro. En 1921, una devastadora inundación arrasó el pueblo y la zona quedó sumergida en 1974 tras la construcción del embalse de Pueblo.
En 1969, el empresario Robert P. McCulloch fundó formalmente Pueblo West, promoviendo la venta de terrenos a nivel nacional mediante vuelos gratuitos para potenciales inversores. El embalse de Pueblo, finalizado en 1975, impulsó el crecimiento de la zona, que atrajo a nuevos residentes y proyectos recreativos e industriales.
Hoy, Pueblo West es una comunidad planificada de más de 28,000 habitantes, con escuelas, parques, un campo de golf, centros ecuestres e infraestructura en expansión.